# Helicarionoidea
Helicarionoidea is een superfamilie van weekdieren uit de klasse van de Gastropoda (slakken).

## Taxonomie
De volgende taxa zijn in de superfamilie ingedeeld:
- Familie Helicarionidae Bourguignat, 1877
  - Onderfamilie Helicarioninae Bourguignat, 1877
    - = Pseudotrochatellinae A. J. Wagner, 1905
    - = Ereptinae Godwin-Austen, 1908
    - = Xestinae Gude & B. B. Woodward, 1921
    - = Sesarinae Thiele, 1931
    - = Nitohdae Iredale, 1937
    - = Epiglyptidae Iredale, 1944
    - = Gudeoconchidae Iredale, 1944

  - Onderfamilie Durgellinae Godwin-Austen, 1888
    - Tribus Durgellini Godwin-Austen, 1888
      - = Sitalinae Godwin-Austen, 1900
      - = Sophininae Blanford & Godwin-Austen, 1908
      - = Satiellini Schileyko, 2003

    - Tribus Girasiinicollinge 1902
- Familie Ariophantidae Godwin-Austen, 1888
  - Onderfamilie Ariophantinae Godwin-Austen, 1888
    - = Naninidae Pfeffer, 1878
    - = Hemiplectinae Gude & B. B. Woodward, 1921

  - Onderfamilie Macrochlamydinae Godwin-Austen, 1888
    - = Tanychlamydinae H. B. Baker, 1928
    - = Vitrinulini Schileyko, 2003

  - Onderfamilie Ostracolethinae Simroth, 1901
    - = Myotestidae Collinge, 1902
    - = Parmahoninae Godwin-Austen, 1908
    - = Laocaiini Schileyko, 2002
    - = Microparmarionini Schileyko, 2003
- Familie Urocyclidae Simroth, 1889
  - Onderfamilie Urocyclinae Simroth, 1889
    - Tribus Urocyclini Simroth, 1889
      - = [[[Atoxonini]] Schileyko, 2002
      - = Buettneriini Schileyko, 2002

    - Tribus Dendrolimacini Van Goethem, 1977
    - Tribus Leptichnini Van Goethem, 1977
    - Tribus Upembellini Van Goethem, 1977

  - Onderfamilie Sheldoniinae Connolly, 1925 (1912)
    - = Peltatinae Godwin-Austen, 1912
    - = Trochonanininae Connolly, 1912
    - = Trochozonitinae Iredale, 1914
    - = Ledoulxiinae Pilsbry, 1919
    - = Gymnarioninae Van Mol, 1970
    - = Rhysotinidae Schileyko, 2002
    - = Zonitarionini Schileyko, 2002
    - = Acantharionini Schileyko, 2002